# Tape Deck Heart
Tape Deck Heart ist das fünfte Studioalbum des britischen Musikers Frank Turner. Es erschien am 22. April 2013 und ist der Nachfolger des 2011 herausgebrachten England Keep My Bones. Die erste Single, Recovery, erschien am 4. März 2013.

## Titelliste
Die Songs wurden von Turner selbst geschrieben, bei Plain Sailing Weather wirkte außerdem noch Pianist Matt Nasir mit.
1. Recovery – 3:28
2. Losing Days – 3:32
3. The Way I Tend to Be – 3:41
4. Plain Sailing Weather – 4:01
5. Good & Gone – 3:50
6. Tell Tale Signs – 4:12
7. Four Simple Words – 4:56
8. Polaroid Picture – 3:43
9. The Fisher King Blues – 5:00
10. Anymore – 3:09
11. Oh Brother – 4:18
12. Broken Piano – 5:30
13. We Shall Not Overcome Deluxe Edition – 3:52
14. Wherefore Art Thou Gene Simmons Deluxe Edition – 3:35
15. Tattoos Deluxe Edition – 2:39
16. Undeveloped Film Deluxe Edition – 4:17
17. Time Machine Deluxe Edition – 3:20
18. Cowboy Chords Deluxe Edition – 3:21

## Wissenswertes
Das Album erhielt aufgrund der Lieder "Plain Sailing Weather" und "Good & Gone" einen sogenannten Parental-Advisory-Aufdruck. Aufgenommen wurde das Album, entgegen der Vorgängeralben nicht in England, sondern in der Nähe von Los Angeles. Der Song Four Simple Words ist eine Hommage an Queen. Das Album ist das erste in seiner Karriere, das sich im deutschsprachigen Raum in den Charts platzieren konnte.

## Rezeption
Für laut.de ist Tape Deck Heart „der perfekte Soundtrack um wieder Licht ins Dunkel zu bringen.“ Auch wenn es sich bei dem Album um ein klassisches Break-Up-Album handele, „halten sich schluchzende Standards weitgehend im Hintergrund. Weder der orgelgeschwängerte Midtempo-Rocker "Polaroid Pictures" noch der sich episch steigernde "The Fisher King Blues" ebnen aufziehenden Melancholien ein Langzeit-Fundament. Stattdessen schwingt mit jedem Akkord Aufbruchsstimmung mit: Alles wird irgendwie gut werden. Vielleicht nicht gleich heute, aber spätestens irgendwann.“ Auch cdstarts.de bewertet das Album durchgehend positiv: „Es gibt keine Ausrutscher, keine Peinlichkeiten, die Lyrics sind überdurchschnittlich gut, die Musik dazu überwiegend mitreißend. Geht die Geschwindigkeit nach oben, entsteht oftmals ein interessanter Gegensatz zwischen den einfühlsamen, intelligenten Texten und der lockeren musikalischen Umsetzung.“ Recovery sei der perfekte Frank-Turner-Song.

## Charterfolge

### Singles
Die Singles Recovery und The Way I Tend to Be konnten sich in den britischen Charts platzieren.
| Jahr | Titel                | Platz |
| Jahr | Titel                | UK    |
| ---- | -------------------- | ----- |
| 2013 | Recovery             | 75    |
| 2013 | The Way I Tend to Be | 57    |

### Album
| Land        | Platz |
| ----------- | ----- |
| Deutschland | 21    |
| USA         | 52    |
| UK          | 2     |
| Österreich  | 34    |
| Schweiz     | 79    |